# Äußerer Knappenkopf
Der Äußerer Knappenkopf (3031 m ü. A.), auch Äußerer Knappentröger oder Äußerer Knappenträgerkopf, ist ein Berggipfel in der Granatspitzgruppe (Muntanitzkamm) in Osttirol. Es ist die höchste Spitze der Knappenköpfe und liegt zwischen dem Inneren Knappenkopf und der Knappentrögerscharte (2974 m ü. A.) im Südwesten. Der Äußere Knappentröger liegt an der Grenze der Gemeindegebiete von Kals am Großglockner und Matrei in Osttirol sowie westlich des Luckenkees. Benachbarte Gipfel sind im Südwesten der Luckenkogel, von der Aderspitze im Nordosten ist der Äußere Knappentröger durch die Aderscharte getrennt.
Der Normalanstieg auf den Äußeren Knappenkopf beginnt am Kalser Tauernhaus und führt zunächst markiert über den Silesia-Höhenweg. Rund einen Kilometer nach dem Laimesbach (auch Loamesbach genannt) zweigt der unmarkierte Anstieg nach Westen in die Scharte zwischen Luckenkogel und Äußeren Knappenkopf ab. Der Schlussanstieg erfolgt über den Südwest- oder den Südostgrat. Beide Varianten weisen Kletterstellen der I. Kategorie auf.